# Józef Wybicki
Józef Rufin Wybicki (pronunție în poloneză [juˈzɛf vɨˈbʲit͡skʲi]; n. 29 septembrie 1747, Będomin⁠(d), Powiat kościerski, voievodatul Pomerania, Polonia – d. 10 martie 1822, Manieczki⁠(d), Gmina Brodnica⁠(d), voievodatul Polonia Mare, Polonia) a fost un nobil, jurist, poet, militar și om politic polonez. Este cel mai bine cunoscut ca autor al imnului revoluționar „Mazurek Dąbrowskiego” (în română Mazurca lui Dąbrowski), care a devenit în 1927 imnul național al Poloniei.

## Biografie

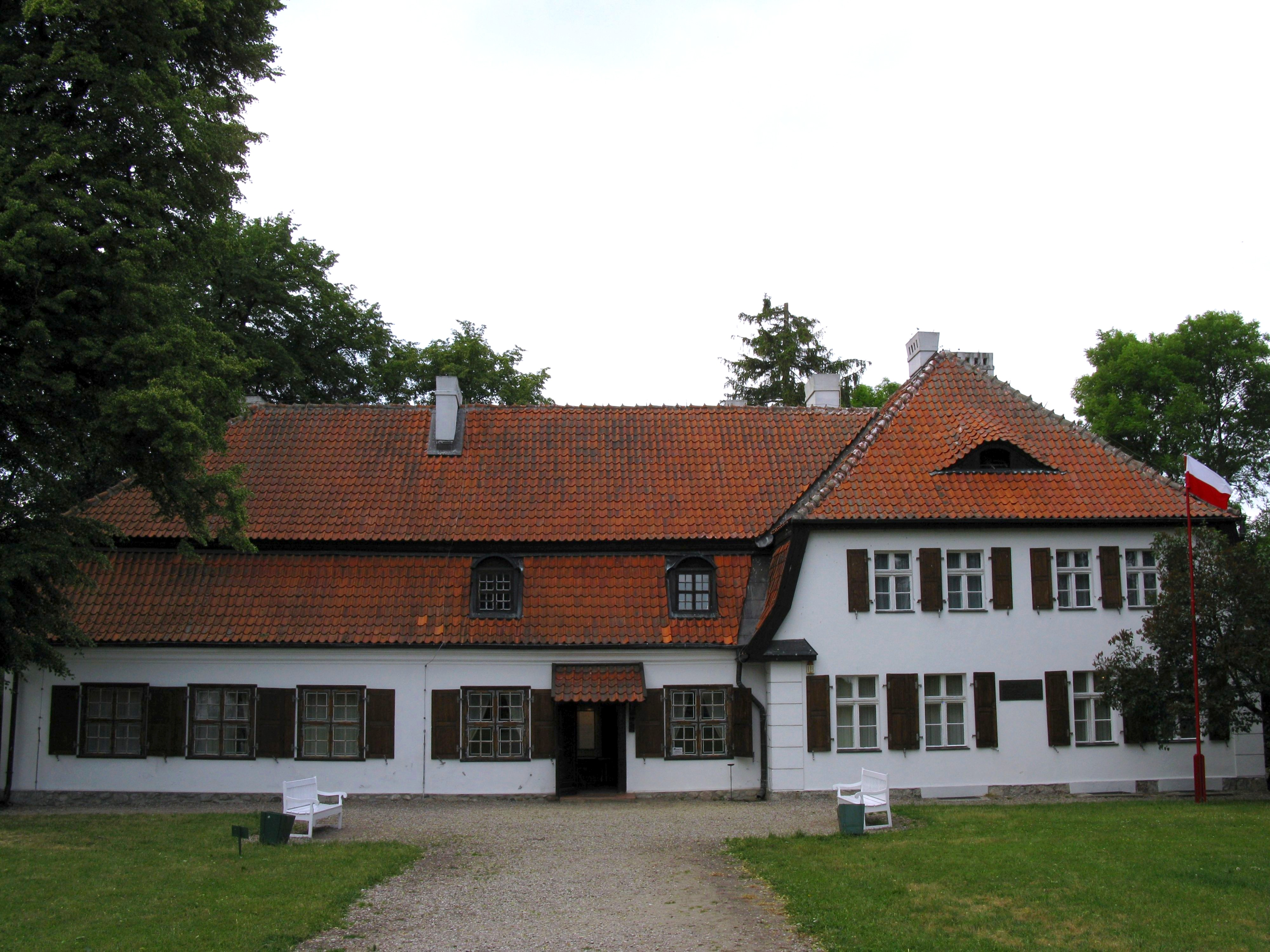
Conacul (dwór) al lui Józef Wybicki din satul Będomin, districtul administrativ rural Nowa Karczma, powiatul Kościerzyna, voievodatul Pomerania, Polonia

Wybicki s-a născut în satul Będomin din regiunea Pomerania a Uniunii statale polono-lituaniene. Familia sa făcea parte din nobilimea pomeraniană.
A urmat o școală administrată de iezuiți, iar în tinerețe a fost funcționar de rang inferior. Wybicki a fost ales deputat în Seimul lui Repnin, legislatura parlamentului polonez din 1767, în ajunul primei împărțiri a Poloniei. Ulterior s-a alăturat insurgenței cunoscute sub numele de Confederația de la Bar (1768–1772), care a încercat să se opună influenței ruse și regelui Stanisław August Poniatowski. El a fost unul dintre consilierii (konsyliarz) Confederației și a desfășurat activități diplomatice. După înfrângerea revoltei, a petrecut ceva timp în Țările de Jos, studiind dreptul la Universitatea din Leiden.

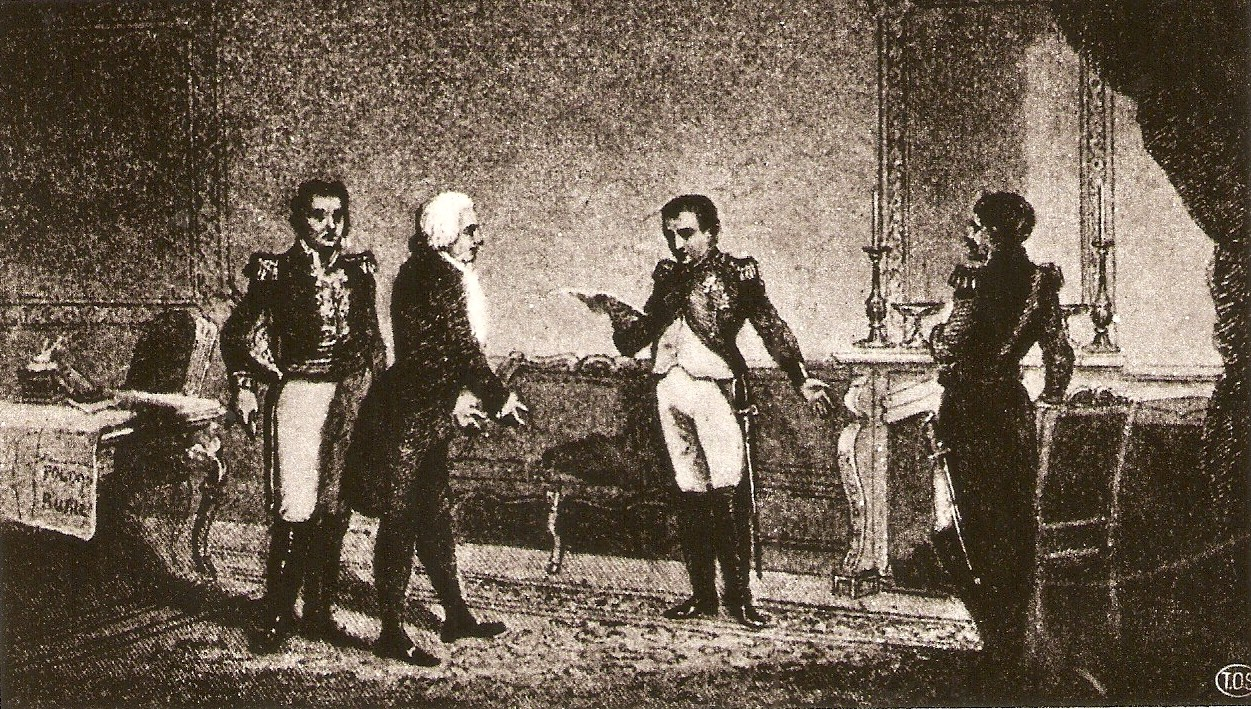
Gen. Jan Henryk Dąbrowski și Józef Wybicki se întâlnesc cu împăratul Napoleon la Berlin în 1806

După ce s-a întors în Polonia, a lucrat în anii 1770 și 1780 în cadrul Comisiei pentru educație națională. În această calitate a susținut reformele propuse de regele Stanisław August Poniatowski. A contribuit la elaborarea Codului lui Zamoyski, un set de legi liberale alcătuit la sfârșitul anilor 1770, dar respins de Seim. Wybicki a fost un membru de frunte al Partidului Patriotic în perioada Seimului cel Mare (1788-1792), deși nu a fost unul dintre primii deputați ai seimului și a locuit pentru o mare parte a acestei perioade la moșia sa, unde a scris texte literare și politice. A participat, însă, la deliberările Seimului cel Mare începând din 1791. În 1792, după războiul polono-rus din 1792, la fel ca mulți dintre susținătorii lui Poniatowski, s-a alăturat Confederației de la Targowica.
Wybicki a participat la Insurecția lui Kościuszko (1794) și a fost membru al Secției militare a Consiliului provizoriu al Ducatului Mazovia. După înfrângerea acestei insurecții s-a mutat în Franța.

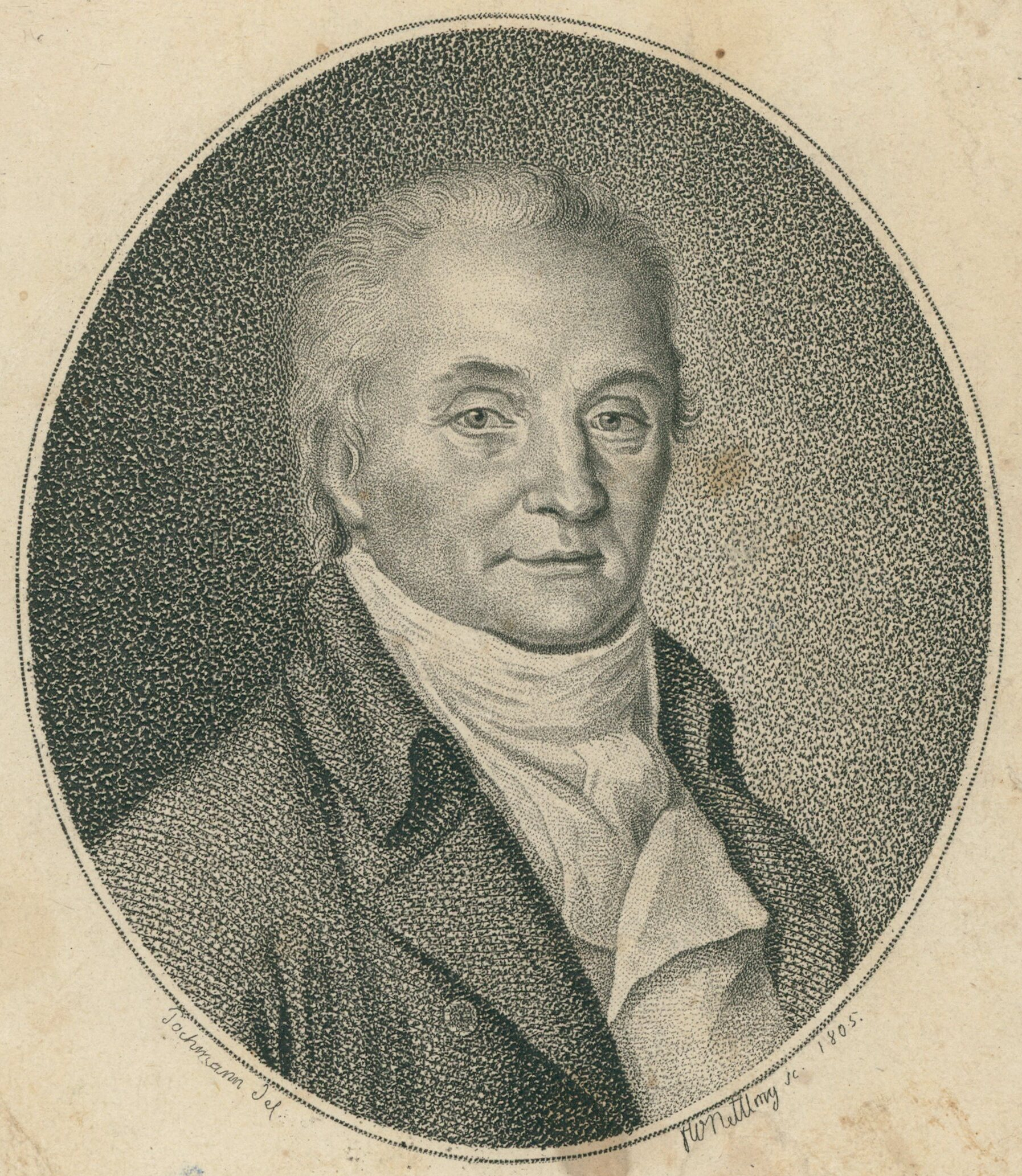
Józef Wybicki

A fost un prieten apropiat al generalilor Tadeusz Kościuszko și Jan Henryk Dąbrowski. A organizat, împreună cu Dąbrowski, legiunile poloneze din Italia, care au luptat alături de Armata Franceză în războaiele purtate de Napoleon Bonaparte. În 1797, în timp ce se afla la Reggio Emilia, a scris Mazurek Dąbrowskiego (Mazurca lui Dąbrowski), care a devenit un marș militar al legiunilor poloneze. În 1806 l-a ajutat pe Dąbrowski să organizeze Insurecția din Polonia Mare.
După înființarea Ducatului Varșoviei în 1807, a ocupat mai multe poziții în cadrul Departamentului Justiției și a continuat să lucreze acolo și după transformarea Ducatului în Polonia Congresului. În 1817 a devenit președinte al Curții Supreme de Justiție a Poloniei Congresului.
El a murit la 10 martie 1822 în satul Manieczki din apropierea orașului Śrem, care făcea parte atunci din Marele Ducat al Posenului (Poznań), Prusia.

## Lucrări
Wybicki a fost scriitor, jurnalist și poet. A scris poezii și piese de teatru cu tematică politică, precum și tratate politice care pledau pentru adoptarea și implementarea unor reforme în Polonia în anii 1770 și 1780. Lucrările sale din acea perioadă au analizat sistemul politic polonez și conceptele de libertate și au pledat pentru acordarea mai multor drepturi pentru țărănime. El a publicat, de asemenea, mai multe broșuri politice în anii 1800, în care a susținut necesitarea unor reforme liberale în Ducatul Varșoviei.
Mazurek Dąbrowskiego (Mazurca lui Dąbrowski) rămâne cea mai celebră creație literară a lui Wybicki. Această poezie, pusă pe muzică de un compozitor necunoscut, a fost considerată un imn național neoficial al poporului polonez începând de la Revolta din Noiembrie 1831. În anul 1927 parlamentul polonez (Seimul Poloniei) a adoptat în mod oficial Mazurca lui Dąbrowski ca imn național al Poloniei.

## Legături externe
- Biografie la univ.gda.pl
- Memoriile lui Józef Wybicki
- Partituri de Józef Wybicki la International Music Score Library Project